# Offendorf
Offendorf é uma comuna francesa na região administrativa de Grande Leste, no departamento Baixo Reno. Estende-se por uma área de 14,26 km². Em 2010 a comuna tinha 2 509 habitantes (densidade: 175,9 hab./km²).